# 밴쿠버 국제공항
밴쿠버 국제공항(영어: Vancouver International Airport)은 캐나다 브리티시컬럼비아주 밴쿠버에 있는 국제공항으로 이 공항은 다운타운에서 12km 떨어져있는 리치먼드에 위치해있다.

## 역사
1931년 7월 1일 "밴쿠버 국제 수상기 공항(Vancouver International Water Airport)"으로 개항했다. 당시에는 폭격기를 제외하면 대형 수상기 정도만이 대륙간 대양횡단 또는 대륙횡단 비행을 할 수 있었기 때문으로, 당시 기술로는 그정도 비행거리를 가지는 항공기가 여객을 목적으로 광동체화할 경우 그 중량과 착지충격을 감당할 노반을 그렇게 대규모로 짓기가 곤란했던 것이 크다. 거기다 당시 광동체 대륙간 여객기로 주로 쓰던 보잉 314는 내부에 호화 여객선과 견줄만한 시설을 넣었고, 그 바람에 중량은 당시 많이 쓰이던 경쟁기종인 쌍발 DC-3는 물론, 314가 대체했던 팬암의 단 3대뿐이었으나 모조리 추락사고로 파괴 및 영구소실됐던 4발 협동체 수상기 마틴 M-130과 비교해도 압도적으로 무거웠었다. 따라서 4발 광동체 대륙간 여객기는 물 위가 아니면 운용 자체가 아예 불가능했고 그나마 장거리 폭격기를 다뤄야 하는 군사기지가 그래도 전략 목적으로 그정도 중량의 항공기가 쓸수있는 활주로 노반을 지었던 것이 고작이었다. 그래서 수상기 전용공항으로 개항했던 것이다. 그러다 결국 지상공항화를 하면서 제2차 세계대전 중 군용기지로 활용됐고, 1947년 밴쿠버가 공항 관리를 재개하면서 민항기 운항이 시작됐다. 1968년에 현재의 주 터미널이 건립되었고, 1996년에 국제선 터미널이, 2005년에 국내선 터미널이 증축되었다. 2011년 현재 여객 터미널은 국제선과 국내선 터미널과 별도의 사우스터미널 등 3개가 있다. 2010년 현재 승객 및 비행횟수 측면에서 토론토 피어슨 국제공항에 이어 캐나다에서 두 번째로 붐비는 공항이다. 스카이트랙스(Skytrax)가 발표한 북미 공항 최고상을 2007년과 2010년부터 2018년까지 9회 연속 수상하는 등 수상하는 등 북미 최고의 공항으로 불려왔다.

## 터미널

### 국내선 터미널
1968년 완공된 터미널. 탑승구는 A1,6, B11,22, C25,52의 3블록으로 나뉘는데, A블록은 주로 웨스트 제트가 C블록은 주로 에어 캐나다가 사용하고 있다. A블록 보딩 브리지는 특수한 구조 도중에서 2가지로 나뉘며 한쪽은 기체 전방의 문, 다른 한쪽은 기체의 주익을 넘어 기체 뒤쪽 문에서 탑승할 수 있다. 항공사나 이용 등급에 불구하고 유료로 이용할 수 있는 라운지(Plaza Premium Lounge)도 마련되고 있다.

### 국제선 터미널
1996년에 국내선 터미널을 확장하는 형태로 새롭게 건설완료했다. 미국의 사전 입국 시설(즉 도착 시는 다른 미국 국내선과 같은 장소에 내려옴)이 있어 미국으로 떠나는 여행객은 그 이외의 여객과 동선이 구분되면서 이 구역은 종종 USA터미널(탑승구 E70~96)으로 안내되고 있어. 그것 이외 일반의 국제선의 탑승구는 D50, D78이지만, 일부의 탑승구는 수요에 응하고 국내선과 미국선용으로 이용할 수 있도록 동선을 구절레루게 되고 있다. 항공사나 이용 등급에 불구하고 유료로 이용할 수 있는 라운지(Plaza Premium Lounge)도 마련되고 있다.

### 남 터미널
최고의 터미널에서 주로 주 내를 맺은 지역 항공사나 제너럴 애비에이션용이다. 수상기와 헬기는 이 터미널을 이용한다. 메인 터미널 사이는 무료 셔틀 버스가 접속하고 있다. 탑승구는 G1,3이다.

## 운항 노선

### 국내선
| 항공사                | 도착지 |
| --------------------- | --- |
| 에어 캐나다           | 캘거리, 에드먼턴, 몬트리올, 오타와, 토론토(피어슨), 위니펙, 킬로나 계절편 : 화이트호스 |
| 에어캐나다 익스프레스 | 빅토리아, 새스커툰, 리지오날, 포트맥머리, 캠루프스, 킬로나, 나나이모, 펜틱턴, 포트세인트존, 프린스루퍼트, 프린스조지, 캐슬거, 크랜브룩, 샌드스피트, 스미더스, 테라스, 화이트로즈 계절편 : 캘거리, 에드먼턴 |
| 퍼스트 에어           | 계절편 : 옐로우나이프, 에드먼턴 |
| 에어 노스             | 화이트로즈, 켈로나 |
| 센트럴 마운틴 에어    | 커먹스, 캠프벨, 쿼스넬, 윌리엄스레이크, 도슨 크리크 |
| 플레어 항공           | 빅토리아, 켈로나, 커먹스, 포트넬슨 |
| 호크 에어             | 프린스루퍼트, 스미더스, 테라스 |
| 선윙 항공             | 계절편 : 토론토(피어슨) |
| 웨스트제트            | 캘거리, 에드먼턴, 켈로나, 토론토(피어슨), 프린스조지, 위니펙 계절편: 오타와, 몬트리올, 리지오날, 새스커툰                                                                                                  |
| 웨스트제트 앙코르     | 포트맥머리, 포트세인트존, 킬로나, 프린스조지, 테라스, 빅토리아 |

### 남 터미널
| 항공사             | 도착지 |
| ------------------ | --- |
| 에어 노스          | 계절편: 켈로나, 마셋, 샌드스피트                                                                                              |
| 솔트 스프링 에어   | 겐지스하버, 메이플베이, 파르티시아베이                                                                                        |
| 퍼시픽 코스랄 항공 | 에너하임 레이크, 밸러쿨라, 캘거리, 캠프벨 리버, 커먹스, 크란브룩, 마셋, 포트하르비, 파웰리버, 트레일, 빅토리아, 웰럼즈 레이크 |
| 파트 베이 에어     | 스미더스, 메켄지, 프린스조지                                                                                                  |
| 노턴 선더버드 에어 | 빅토리아(이너 하버르), 파르티시아베이, 카우이천베이 앤드 어더파아트스어브밴쿠버아일런드                                       |
| 오르카 항공        | 퀼리컴비치, 토피노, 빅토리아                                                                                                  |
| 헬리 제트          | 빅토리아(이너 하버르) |
| 하버르 항공        | 조지스 하버르, 아나코트스, 미너스베이, 리올하버르, 베드웰하버르, 빅토리아(이너 하버르), 시애틀(보에닝 필드)                   |
| KF 화물항공        | 마셋, 샌드스피트, 킬로나 |
| KD 항공            | 퀄러컴비치, 질베이 |
| 산후안 항공        | 프라이데이 하노르, 아나코티스, 벨링햄, 시애틀(보에닝 필드)                                                                    |
| 시어 시플레인즈    | 조지스 하버르, 몬테그 하버르, 미너스베이, 리올하버르, 포트워싱턴, 나나이모, 세췔트, 베드웰하버르                              |
| 토피노 에어        | 실바베이, 세췔트 |
| 웨스트 코스트 에어 | 나나이모, 세췔트, 빅토리아(이너 하버르)                                                                                       |
| 위슬러 항공        | 위슬러(그린 레이크) |

### 국제선
| 항공사             | 도착지 |
| ------------------ | --- |
| 에어 캐나다        | 베이징(수도), 칸쿤, 델리, 런던(히스로), 멜버른, 나고야(주부), 푸에르토바야르타, 도쿄(나리타), 서울(인천), 브리즈번, 홍콩(첵랍콕), 상하이(푸둥), 타이페이(타오위안), 시드니, 델리, 프랑크푸르트, 오클랜드(뉴질랜드) |
| 에어 트란셋        | 칸쿤 |
| 에어캐나다 루즈    | 로스카보스 계절편 : 오사카(간사이) |
| 루프트한자         | 프랑크푸르트 |
| 에어 프랑스        | 파리(샤를 드골) |
| 대한항공           | 서울(인천) |
| 중국국제항공       | 베이징(수도) |
| 중국동방항공       | 난징, 상하이(푸둥), 쿤밍 |
| 중국남방항공       | 광저우, 선전 |
| 베이징 캐피탈 항공 | 항저우, 칭다오 |
| 쓰촨 항공          | 청두, 선양, 정저우 |
| 캐세이퍼시픽 항공  | 홍콩(첵랍콕) |
| 홍콩 항공          | 홍콩(첵랍콕) |
| 중화항공           | 타이페이(도원) |
| 에바 항공          | 타이페이(도원) |
| 영국항공           | 런던(히스로) |
| KLM                | 암스테르담 |
| 아이슬란드 항공    | 레이캬비크(케플라비크) |
| 에어 뉴질랜드      | 오클랜드 |
| 일본항공           | 도쿄(나리타) |
| 전일본공수         | 도쿄(하네다) |
| 필리핀 항공        | 마닐라 |

### 미국 노선
| 항공사                | 도착지                                                                                                |
| --------------------- | --- |
| 에어 캐나다           | 카훌루이, 라스베이가스, 로스앤젤레스, 뉴어크, 샌디에고, 샌프란시스코, 호놀룰루 계절편: 앵커리지, 코나 |
| 에어캐나다 익스프레스 | 포틀랜드(오리건주), 시애틀(터코마)                                                                    |
| 웨스트제트            | 호놀룰루, 카훌루이, 라스베이거스 계절편: 로스앤젤레스, 피닉스, 팜 스프링스, 코나, 리후에              |
| 아메리칸 항공         | 댈러스(포트워스)                                                                                      |
| 델타 항공             | 계절편: 애틀랜타, 디트로이트, 미니애폴리스(세인트폴)                                                  |
| 델타 커넥션           | 미니애폴리스(세인트폴), 솔트레이크시티                                                                |
| 유나이티드 항공       | 시카고(오헤어), 덴버, 샌프란시스코, 휴스턴(인터콘티넨털)                                              |
| 유나이티드 익스프레스 | 샌프란시스코, 로스앤젤레스, 덴버                                                                      |
| 알래스카 항공         | 로스앤젤레스                                                                                          |
| 호라이즌 항공         | 포틀랜드(오리건주), 시애틀(터코마)                                                                    |

### 화물 노선
| 에어캐나다        | 에어팩 에어                      | 아메리 플라이트          | ABX 에어             |
| DBS 항공          | 카고제트 항공                    | 카순 에어                | 캐세이퍼시픽 항공    |
| 중국남방항공 카고 | 엠페러 항공                      | 페덱스 익스프레스        | DHL                  |
| 칼리타 에어       | 킬로나 플라이 크레프트 에어 차터 | 모닝스타 에어 익스프레스 | 노니어 에이비 에이션 |
| 폴렛토 차터       | 볼가 드네포르 항공               | UPS 항공                 |                      |

## 연계 교통

### 도로 교통
- 자동차
- 도로
- 버스

### 철도 교통
- 캐나다 라인(Canada Line)

## 사건 및 사고
- 2007년 10월 14일 폴란드 출신의 로버트 지에칸스키가 공항을 배회하다가 공항경찰이 그를 제압해 진압봉으로 때리고 전자충격기(테이저건)로 얼굴을 쏘아, 15분 후에 사망한 사건이 발생하였다.[1]